# Damjan Šiškovski
Damjan Šiškovski (mazedonisch Дамјан Шишковски; * 18. März 1995 in Skopje) ist ein nordmazedonischer Fußballtorwart.

## Karriere

### Verein
Šiškovski begann seine Karriere bei Rabotnički Skopje. Zur Saison 2011/12 rückte er in den Profikader von Rabotnički. Sein Debüt in der Prva Makedonska Liga gab er im April 2012 gegen Sileks Kratovo. In der Saison 2011/12 kam er insgesamt zu fünf Einsätzen in der höchsten mazedonischen Spielklasse. In der Saison 2012/13 machte er elf Partien für den Hauptstadtklub. In der Saison 2013/14 wurde er mit dem Klub Meister, in jener Spielzeit kam er allerdings als dritter Tormann nur einmal zum Einsatz. In die Saison 2014/15 ging er als erster Tormann und absolvierte so bis zur Winterpause zehn Erstligapartien. Im Januar 2015 wechselte Šiškovski leihweise nach Belgien zur KAA Gent, bei der er allerdings nie im Kader stand.
Nach dem Ende der Leihe kehrte er zur Saison 2015/16 wieder nach Skopje zurück, wo er allerdings Probleme hatte, gegen den nach seiner Leihe zur Nummer eins aufgestiegenen Daniel Božinovski durchzusetzen. In der Saison 2015/16 kam er schlussendlich in 15 Partien zum Einsatz. In der Saison 2016/17 hatte er gegen Božinovski zumeist die Oberhand und kam zu 23 Saisoneinsätzen. In der Saison 2017/18 wurde er nach zehn Spieltagen wieder von Božinovski verdrängt. Daraufhin wechselte Šiškovski im Februar 2018 nach Finnland zum FC Lahti. In Lahti absolvierte der Torhüter in der Spielzeit 2018 15 Partien in der Veikkausliiga, sowohl gegen Alexander Wassjutin, als auch, nach dessen Abgang nach der ersten Saisonhälfte, gegen Oskari Forsman konnte er sich nicht klar durchsetzen.
Zur Saison 2019 wechselte Šiškovski innerhalb der Liga zum Rovaniemi PS. In Rovaniemi ging er als erster Tormann in die Saison, ehe er nach fünf Spielen vom spanischen Routinier Antonio Reguero verdrängt wurde. So kehrte er nach fünf Einsätzen für Rovaniemi in der höchsten finnischen Spielklasse im Juli 2019 zu Rabotnički zurück. Dort konnte sich der Torhüter gegen Risto Jankov durchsetzen und absolvierte bis zum COVID-bedingten Saisonabbruch nach der 23. Runde sämtliche Partien.
Zur Saison 2020/21 wechselte der Nordmazedonier ein drittes Mal ins Ausland, diesmal nach Zypern zu Doxa Katokopia. Auf der Mittelmeerinsel konnte er das Duell mit dem zyprischen Teamspieler Andreas Paraskevas für sich entscheiden und kam bis Saisonende zu 35 Einsätzen in der First Division.
Insgesamt absolvierte Šiškovski bis 2024 120 Ligaspiele für Doxa Katokopia, ehe er im Januar 2024 zum FC Ararat-Armenia in die höchste armenische Liga, der Bardsragujn chumb, wechselte. Noch im selben Jahr schloss er sich dem FK Borac Banja Luka in Bosnien und Herzegowina an.

### Nationalmannschaft
Šiškovski spielte zwischen 2010 und 2011 für die mazedonische U-17-Auswahl. Von 2012 bis 2013 kam er im U-19-Team zum Einsatz. Im August 2014 debütierte er gegen Israel in der U-21-Mannschaft. Mit dieser nahm er 2017 – erstmals in der Geschichte des Landes – auch an der U-21-EM teil. Während des Turniers fungierte er als Ersatztorwart hinter Igor Aleksovski und kam zu einem Einsatz im letzten Gruppenspiel. Mit den Mazedoniern schied er als Letzter der Gruppe B in der Vorrunde aus.
Nachdem er bereits im Oktober 2016 erstmals nominiert worden war, debütierte er nach vier Jahren als Ersatztorwart im September 2020 schließlich in der UEFA Nations League gegen Armenien für die A-Nationalmannschaft. Mit dieser gelang es ihm sich im November 2020 ebenfalls erstmals für eine EM zu qualifizieren. Für das im Sommer 2021 stattfindende Turnier wurde der Torhüter im Mai 2021 schließlich auch in den nordmazedonischen Kader nominiert, kam aber mit diesem nicht über die Gruppenphase hinaus.